# Ronde van Italië 2020/Twaalfde etappe
De twaalfde etappe van de Ronde van Italië 2020 werd verreden op 15 oktober tussen Cesenatico en Cesenatico. 
| Cesenatico – Cesenatico (204,0 km) |                    |                             |          |
| Plaats                             | Naam               | Ploeg                       | Tijd     |
| 1                                  | Jhonatan Narváez   | Team INEOS Grenadiers       | 5u31'24" |
| 2                                  | Mark Padoen        | Bahrain McLaren             | + 1'07"  |
| 3                                  | Simon Clarke       | EF Education First          | + 6'49"  |
| 4                                  | Joey Rosskopf      | CCC Team                    | + 7'30"  |
| 5                                  | Simon Pellaud      | Androni Giocattoli-Sidermec | + 7'43"  |
| 6                                  | Brandon McNulty    | UAE Team Emirates           | + 8'25"  |
| 7                                  | Patrick Konrad     | BORA-hansgrohe              | z.t.     |
| 8                                  | Ruben Guerreiro    | EF Education First          | z.t.     |
| 9                                  | João Almeida       | Deceuninck–Quick-Step       | z.t.     |
| 10                                 | Tao Geoghegan Hart | Team INEOS Grenadiers       | z.t.     |
|                                    |                    |                             |          |
| 12                                 | Wilco Kelderman    | Team Sunweb                 | z.t.     |
| 37                                 | Pieter Serry       | Deceuninck–Quick-Step       | + 16'00" |

| Algemeen klassement |                    |                       |           |
| Plaats              | Naam               | Ploeg                 | Tijd      |
| Roze trui           | João Almeida       | Deceuninck–Quick-Step | 49u21'46" |
| 2                   | Wilco Kelderman    | Team Sunweb           | + 34"     |
| 3                   | Peio Bilbao        | Bahrain McLaren       | + 43"     |
| 4                   | Domenico Pozzovivo | NTT Pro Cycling       | + 57"     |
| 5                   | Vincenzo Nibali    | Trek-Segafredo        | + 1'01"   |
| 6                   | Patrick Konrad     | BORA-hansgrohe        | + 1'15"   |
| 7                   | Jai Hindley        | Team Sunweb           | + 1'19"   |
| 8                   | Rafał Majka        | BORA-hansgrohe        | + 1'21"   |
| 9                   | Fausto Masnada     | Deceuninck–Quick-Step | + 1'36"   |
| 10                  | Jakob Fuglsang     | Astana Pro Team       | + 2'20"   |
|                     |                    |                       |           |
| 25                  | Harm Vanhoucke     | Lotto Soudal          | + 31'45"  |

## Opgaves
- Alexander Cataford (Israel Start-Up Nation): Afgestapt tijdens de etappe

1e etappe ·
2e etappe ·
3e etappe ·
4e etappe ·
5e etappe ·
6e etappe ·
7e etappe ·
8e etappe ·
9e etappe ·
10e etappe ·
11e etappe ·
12e etappe ·
13e etappe ·
14e etappe ·
15e etappe ·
16e etappe ·
17e etappe ·
18e etappe ·
19e etappe ·
20e etappe ·
21e etappe
Startlijst · Eindstanden · Afbeeldingen